# La Fin de l'histoire (nouvelle)
Pour l'essai de 1992, voir La Fin de l'histoire et le Dernier Homme.
La Fin de l’histoire (titre original : The End of the Story) est une nouvelle de l'écrivain américain Jack London, publiée aux États-Unis en 1916. En France, elle a paru pour la première fois en 1937.

## Historique
La nouvelle est publiée initialement dans le Woman’s World en novembre 1911, avant d'être reprise dans le recueil The Turtles of Tasman en septembre 1916.

## Résumé
À la fin de l'hiver, au bord du Yukon, Tom Daw vient chercher le docteur Linday pour soigner un chasseur qui a été mis en pièces par un lynx. Trois jours plus tard, les deux hommes arrivent à la cabane où Linday retrouve son ancienne épouse et va devoir soigner son amant. Comment va finir cette histoire ? ...

## Éditions

### Éditions en anglais
- The End of the Story, dans le Woman’s World, Chicago, périodique, novembre 1911.
- The End of the Story, dans le recueil The Turtles of Tasman, New York ,The Macmillan Co, septembre 1916.

### Traductions en français
- La Fin de l’histoire, traduction de Louis Postif, in Gringoire, du 30 avril 1937.
- La Fin de l’histoire, traduction de Louis Postif, in L’Appel de la forêt et autres histoires du pays de l’or, recueil, U.G.E., 1973.
- La Fin de l’histoire, traduit par Marc Chénetier, Gallimard, 2016[1].

## Source
- « Bibliographie de Jack London », sur jack-london.fr (consulté le 20 février 2024)